# Murueta
Murueta é um município da Espanha na província da Biscaia, comunidade autónoma do País Basco, com 5,45 km² de área. Em 2021 tinha 323 habitantes (densidade: 59,3 hab./km²).

## Demografia
| Variação demográfica do município entre 1991 e 2004 | Variação demográfica do município entre 1991 e 2004 | Variação demográfica do município entre 1991 e 2004 | Variação demográfica do município entre 1991 e 2004 |
| --------------------------------------------------- | --------------------------------------------------- | --------------------------------------------------- | --------------------------------------------------- |
| 1991                                                | 1996                                                | 2001                                                | 2004                                                |
| 201                                                 | 202                                                 | 259                                                 | 289                                                 |